# Mámoa von Lamas
Die 1993 rekonstruierte Mámoa von Lamas ist eine Megalithanlage in Lamas, unmittelbar südlich von Braga, in Portugal.
Die Mámoa von Lamas ist ein Grabhügel, der in der Jungsteinzeit (etwa 3000 v. Chr.) in der durchschnittlichen Größe einer Mamoa errichtet wurde. Der Grabhügel bedeckte eine Anta, von der allerdings nur drei Platten in situ erhalten waren, während der Rest um den Hügel herum verstreut gefunden wurde. Anta ist die portugiesische Bezeichnung für etwa 5000 Megalithanlagen oder Dolmen, die während des Neolithikums im Westen der Iberischen Halbinsel von den Nachfolgern der Cardial- oder Impressokultur errichtet wurden. Seine Entdeckung brachte eine Fülle von Informationen über die Vergangenheit der Region.
Die Mamoa ist Teil des Lamas Museum Nucleus.